# Фрејзер Хајнс
Фрејзер Симпсон Фредерик Хајнс (енгл. Frazer Simpson Frederick Hines; Хорсфорт, 22. септембар 1944) је британски глумац. Хајнс је најпознатији по улози Џејмија Мекримона у научно-фантастичној серији Доктор Ху.
Фрејзерова бивша супруга је глумица Џема Крејвен